# 푸르메어린이도서관
푸르메어린이도서관은 서울특별시 마포구에 있는 어린이 도서관이다.

## 연혁
- 2016년 5월 16일 개관.